# Virginia (Illinois)
Virginia és una població dels Estats Units a l'estat d'Illinois. Segons el cens del 2000 tenia 1.728 habitants.

## Demografia
Segons el cens del 2000, Virginia tenia 1.728 habitants, 724 habitatges, i 453 famílies. La densitat de població era de 617,8 habitants/km².
Dels 724 habitatges en un 29% hi vivien nens de menys de 18 anys, en un 49,7% hi vivien parelles casades, en un 9,7% dones solteres, i en un 37,4% no eren unitats familiars. En el 32% dels habitatges hi vivien persones soles el 16,9% de les quals corresponia a persones de 65 anys o més que vivien soles. El nombre mitjà de persones vivint en cada habitatge era de 2,31 i el nombre mitjà de persones que vivien en cada família era de 2,95.
Per edats la població es repartia de la següent manera: un 23,7% tenia menys de 18 anys, un 7,6% entre 18 i 24, un 24,4% entre 25 i 44, un 22,3% de 45 a 60 i un 21,9% 65 anys o més.
L'edat mediana era de 41 anys. Per cada 100 dones de 18 o més anys hi havia 79,6 homes.
La renda mediana per habitatge era de 35.741 $ i la renda mediana per família de 41.292 $. Els homes tenien una renda mediana de 30.688 $ mentre que les dones 22.639 $. La renda per capita de la població era de 17.979 $. Aproximadament el 6,6% de les famílies i el 7,7% de la població estaven per davall del llindar de pobresa.

## Poblacions més properes
El següent diagrama mostra les poblacions més properes.